# Expressway 25 (Südkorea)
Der Expressway 25  ist eine Schnellstraße in Südkorea. Die Autobahn ist eine Nord-Süd-Route in der südwestlichen Hälfte des Landes, von Suncheon an der Südküste über Gwangju im Norden und westlich von Daejeon entlang nach Cheonan. Die Autobahn ist insgesamt 275 Kilometer lang.

## Straßenbeschreibung

### Südliches Südkorea
Westlich von Suncheon starten sowohl der Expressway 25 und der Expressway 10 bei der Anschlussstelle Suncheon-West. Der Expressway 10 verläuft nach Busan in östliche Richtung und der Expressway 25 in nordwestlichen Richtung. Die Autobahn hat 2 × 2 Fahrspuren und läuft durch ein ziemlich dünn besiedeltes gebirgiges und bewaldete Gegend. Etwas weiter westlich biegen der Expressway 25 weiter nach Norden ab, bis in die Region um Gwangju, wo sie wieder Richtung Westen verläuft. Gwangju ist eine Stadt mit 1,4 Millionen Einwohnern. Auf der Ostseite von Gwangju wird der Expressway 253 gekreuzt der den Durchgangsverkehr in Richtung Gochang übernimmt. Der Expressway 253 ist ein kürzerer Weg zu dem Rest des Expressway 25 der um Gwangju verläuft.

### Region um Gwangju
Auf der Ostseite von Gwangju ist eine Kreuzung mit dem Expressway 12, die hier beginnt und in Richtung Osten führt. Die Autobahn verläuft dann durch den Norden von Gwangju und hat nur 2 × 2 Fahrstreifen, trotz der Größe der Stadt. Auf der Ost- und Westseite ist eine Verbindung mit der Route 77, dem Autobahnring von Gwangju. Die Autobahn biegt dann nach Norden ab und nach der Mautstelle folgen kurzer Abschnitt mit 2 × 3 Fahrspuren.

### Südwestliches Südkorea
Nördlich von Gwangju kommt man durch stark bergige Gegend und es folgt ein Knoten mit dem Expressway 253. Die Autobahn folgt einem Flussbett im Norden und hat hier eine Reihe von Tunneln. Weiter nördlich kommt man durch eine relativ große Küstenebene. Allerdings gibt es keine großen Städte an der Strecke, sondern nur regionale Städte wie Wanju und Jeonju. In Jeonju ist eine Kreuzung mit dem Expressway 20, der nach Osten verläuft. Südlich von Nonsan wird der Expressway 251 gekreuzt, der in Richtung Nordosten weiter verläuft.

### Westliches Südkorea
Der Expressway 25 folgt einer westlichen Route nach Nordwesten weiter, westlich von Daejeon entlang. Die Autobahn führt noch ein Stück durch die Küstenebene und ein bergiges Gebiet mit Wald. In Gongju folgt ein Knoten mit dem Expressway 30. Die Autobahn folgt dem Flussbett nach Norden mit einigen Tunneln. Auf der Südseite von Cheonan endet die Autobahn auf dem Expressway 1. Die südkoreanische Hauptstadt Seoul ist dann nur noch 90 Kilometer in Richtung Norden entfernt.

## Geschichte

### Honam Expressway
Im April 1970 wurde der Bau zwischen Daejeon und Jeonju begonnen, was die halben Strecke zwischen Gwangju und Daejeon entspricht. Am 30. Dezember 1970 eröffnete der erste Teil des Expressway 25 mit einer Fahrbahn. Am 10. Januar 1972 wurde der Rest des südlichen Teils zwischen Suncheon und Jeonju begonnen zu bauen, die am 14. November 1973 für den Verkehr geöffnet wurde. Im Dezember 1985 wurde der Teil von Jeonju nach Nonsan mit der zweiten Spur eröffnet, somit ist der Bau des Honam Expressway abgeschlossen. Ursprünglich lief der Expressway 25, von Suncheon nach Daejeon, aber der Teil zwischen Nonsan und Daejeon wurde im Jahr 2001 neu nummeriert und ist jetzt der Expressway 251. Im Jahr 2005 wurde ein Teil zwischen Jeonju und Nonsan mit 2 × 3 Fahrspuren ausgebaut und am 27. Oktober 2010 abgeschlossen.

### Cheonan-Nonsan Expressway
Der Bau des nördlichen Teils des Expressway 25 begann viel später, weil der Durchgangsverkehr von Gwangju nach Seoul über Daejeon führte. In den 1990er Jahren wurden immer mehr Umgehungen der Großstädte gebaut. Der Expressway 25 war einer davon und wurde am 1. Juli 1996 genehmigt. Am 23. Dezember 2002 eröffnete die Autobahn für den Verkehr.

## Eröffnungsdaten der Autobahn
| von           | nach    | Länge    | Datum      |
| ------------- | ------- | -------- | ---------- |
| Jeonju        | Hoedeok | 78,9 km  | 30.12.1970 |
| Suncheon-West | Jeonju  | 169,4 km | 14.11.1973 |
| Nonsan        | Cheonan | 82,0 km  | 23.12.2002 |

## Verkehrsaufkommen
Das Verkehrsaufkommen auf der Autobahn ist durchgehend gering und liegt bei ca. 20.000 bis 40.000 Fahrzeuge pro Tag.

## Ausbau der Fahrbahnen
| von      | nach    | Länge  | Fahrspuren |
| -------- | ------- | ------ | ---------- |
| Suncheon | Cheonan | 275 km | 2 × 2      |